# Джейн Вуд
Джейн Вуд (англ. Jane Wood; нар. 20 березня 1968) — колишня британська тенісистка.
Найвищу одиночну позицію світового рейтингу — 312 місце досягла 8 липня 1996, парну — 167 місце — 5 серпня 1996 року.
Найвищим досягненням на турнірах Великого шолома було 2 коло в парному розряді.

## Фінали ITF

### Одиночний розряд: 2 (1–1)
| Результат | Дата           | Турнір                                 | Покриття | Суперниця     | Рахунок  |
| --------- | -------------- | -------------------------------------- | -------- | ------------- | -------- |
| Поразка   | 14 квітня 1986 | Камберленд (графство), Велика Британія | Тверде   | Катрін Єкселл | 4–6, 2–6 |
| Перемога  | 7 серпня 1995  | Саутсі, Велика Британія                | Трава    | Юлія Лютрова  | 6–1, 7–5 |

### Парний розряд: 10 (7–3)
| Результат | Ранг | Дата              | Турнір                                 | Покриття | Партнерка               | Суперниці                         | Рахунок            |
| --------- | ---- | ----------------- | -------------------------------------- | -------- | ----------------------- | --------------------------------- | ------------------ |
| Поразка   | 1.   | 11 березня 1985   | Стокгольм, Швеція                      | Ґрунт    | Джо Луїс                | Марія Ліндстрем Елізабет Екблом   | 5–7, 3–6           |
| Перемога  | 1.   | 19 квітня 1986    | Камберленд (графство), Велика Британія | Тверде   | Белінда Борнео          | Моніка Райнах Джой Тейкон         | 6–4, 6–3           |
| Перемога  | 2.   | 19 серпня 1991    | Єрусалим, Ізраїль                      | Тверде   | Барбара Гріффітс        | Ілана Бергер Робін Філд           | 6–3, 6–7, 6–1      |
| Перемога  | 3.   | 1 березня 1992    | Яффа, Ізраїль                          | Тверде   | Вірджинія Гамфріс-Девіс | Курегян Каріна Халатян Аїда       | 6–4, 6–3           |
| Поразка   | 2.   | 29 листопада 1992 | Рамат-га-Шарон, Ізраїль                | Тверде   | Вірджинія Гамфріс-Девіс | Курегян Каріна Халатян Аїда       | 4–6, 6–3, 4–6      |
| Перемога  | 4.   | 7 серпня 1995     | Саутсі, Велика Британія                | Трава    | Карен Кросс             | Наталі Кахана Ошрі Шашуа          | 6–4, 7–5           |
| Перемога  | 5.   | 25 вересня 1995   | Телфорд (Англія), Велика Британія      | Тверде   | Саманта Сміт            | Кає Генд Анна-Карін Свенссон      | 4–6, 7–6(8–6), 6–3 |
| Поразка   | 3.   | 2 жовтня 1995     | Ноттінгем, Велика Британія             | Тверде   | Саманта Сміт            | Анніка Ліндстедт Софія Фінер      | 6–7(9–7), 5–7      |
| Перемога  | 6.   | 13 листопада 1995 | Единбург, Велика Британія              | Килим    | Юлія Лютрова            | Ширлі-Енн Сіддалл Аманда Вейнрайт | 7–6(9–7), 6–4      |
| Перемога  | 7.   | 29 квітня 1996    | Гатфілд, Велика Британія               | Ґрунт    | Робін Модслі            | Аманда Вейнрайт Ширлі-Енн Сіддалл | 4–6, 7–6(7–4), 7–5 |